# Tokarev TT-33
Tokarev TT-33 (rus. 7,62-мм самозарядный пистолет Токарева образца 1933 года; 7,62 mm Samozarjadnyj Pistolet Tokareva obrazca 1933 goda) je ruski poluautomatski pištolj. Razvio i dizajnirao ga je Fedor Tokarev 1930. godine kao službeni pištolj sovjetske vojske. Time je T-33 zamijenio dotadašnji revolver Nagant M1895 koji je bio u uporabi još od carskih vremena.

## Razvoj
1930. je Revolucionarno vojno vijeće odobrilo testiranje novog malog oružja koje bi zamijenilo postojeći zastarjeli Nagant M1895 revolver. Tijekom testiranja, 7. siječnja 1931. primjećen je potencijal pištolja TT-30 kojeg je dizajnirao Fedor Tokarev. Nekoliko tjedana kasnije naručeno je 1000 TT-30 pištolja za vojne trupe, te je pištolj usvojen u Crvenoj armiji.
Iako je Tokarev TT-30 stavljen u proizvodnju, na pištolju su napravljene dizajnerske promjene za potrebe pojednostavljivanja proizvodnje. Izvršene su manje promjene na cijevi i rastavljaču, dok su okidač i metalno kućište pištolja implementirani. Tako je nastao redizajnirani pištolj TT-33. Model TT-33 su sovjetske trupe tijekom Drugog svjetskog rata koristile u velikim količinama, ali nije u potpunosti zamijenio revolver Nagant M1895 sve do kraja rata.

## Detalji dizajna
Vizualno, TT-33 je veoma sličan automatskom pištolju FN Model 1903 te je koristio cijev sličnu onoj od pištolja iz Browning serije M1911. TT-33 nije derivat M1911 te se sastoji od mnogo jednostavnijih dijelova. Također, sovjetski inženjeri su dodali i nekoliko izmjena kako bi se radni mehanizam pištolja lakše proizvodio i održavao. Pištolj je veoma izdržljiv te prilikom korištenja iskrivljenih okvira ne dolazi do unutarnjeg oštećenja mehanizma.
Tokarev TT-33 koristi streljivo kalibra 7.62x25mm Tokarev, koje je slično kalibru 7.63x25mm Mauser koji je koristio pištolj Mauser C96. Model TT-33 se proizvodio tijekom 2. svjetskog rata i 1950-ih.

## Inačice
Prvi model TT pištolja bio je TT-30. Inačica TT-33 je poboljšani model TT-30, kako bi došlo do pojednostavljene a time i ubrzane proizvodnje pištolja.
Njemački Wehrmacht je kao ratni plijen "zarobio" nepoznatu količinu TT-33 pištolja te su ih njihove jedinice koristile pod oznakom Pistole 615(r). Nijemci su ih upotrebljavali jer su sovjetski pištolji koristili okvire 7.62 mm Model 1930 Type P koji su bili identični njemačkim okvirima 7.63x25mm Mauser. Zbog toga su Nijemci mogli koristiti svoje streljivo u sovjetskim pištoljima.
Proizvodnja TT-33 je u SSSR-u završila 1954., ali je nastavljena izrada kopija (na temelju licence ili na drugi način) u Kini (Type 51, Type 54, M20 i TU-90) i Poljskoj (PW wz.33). Mađarska je redizajnirala TT-33 te su njeni pištolji (M48) koristili streljivo kalibra 9x19mm Parabellum kao i izvozna inačica za Egipat (Tokagypt 58). Egipatski pištolji su imali veliku primjenu u policijskim snagama.
U Jugoslaviji je tvrtka Zastava Oružje proizvodila licencne kopije pod nazivima M57, M65 i M70A, dok su u Sjevernoj Koreji pištolji proizvedeni pod nazivom Type 68 ili M68. Rumunjska je također proizvodila vlastite kopije (TTC ili Cugir Tokarov) tijekom 1950-ih. Ti pištolji su u posljednjih nekoliko godina uvezeni u SAD u velikim količinama. Međutim, kako bi pištolji dobili dozvolu za uvoz, na pištolje je dodana sigurnosna blokada okidača. Policija u Pakistanu i danas koristi TT pištolje kao oružje, iako će prema neslužbenim informacijama pištolji biti zamijenjeni s 9 mm Beretta i Glock pištoljima.
TT pištolji se danas legalno i ilegalno proizvode u tvornicama tvrtke Khyber Pass. Proizvodnja pištolja je isplativa jer je streljivo kalibra 7.62x25mm prilično jeftino. Streljivo se proizvodi u lokalnim tvornicama ili se uvaža iz Kine, gdje ga proizvodi vojna industrija Norinco.
TT pištolje su najviše koristile zemlje Istočnog bloka koje su većinom izradile vlastitu derivaciju originalnog TT pištolja. U SSSR-u je 1952. godine TT-33 zamijenjen s pištoljem Makarov PM. Pištoljem su najprije naoružane vojne trupe na prvoj liniji. Makarov PM koristio je kao i Tokarev TT-33 okvir s 8 metaka a streljivo je imalo kalibar 9x18mm Makarov.
Kineski Norinco, glavni proizvođač oružja za kinesku Narodnooslobodilačku vojsku, proizvodio je vlastiti model Type 54. Također, postoji i komercijalna varijanta Tokarev pištolja koji koriste streljivo 9x19mm Parabellum i namijenjeni su izvozu. Pištolj je poznat kao Tokarev Model 213. Pištolj je mogao koristiti bilo koju vrstu okvira od 9 mm, bez dodatnih modifikacija. Pištolj je nemoguće uvesti u SAD zbog američkih zabrana o uvozu kineskog vatrenog oružja, iako je stariji Tokarev Model 213 uvezen u zemlju tijekom 1980-ih i 1990-ih.
TT-33 danas je još uvijek u služni kineskih i sjevernokorejskih oružanih snaga. Tokarev je dobio veliku popularnost među kolekcionarima pištolja i strijelcima zbog robusnosti, pouzdanosti i raspoloživosti jeftinog streljiva (u SAD-u). Međutim, postoje pritužbe na lošu kvalitetu hvataljke (eng. grip) koja se često zamjenjuje s onom od mađarskog modela Tokagypt 58. Također, rukohvat se proteže na vertikalni kut te je neugodan za korištenje mnogih Zapadnih strijelaca.
Sve u svemu, Tokarev je, kao i njegove 9 mm varijante, poznat po svojoj jednostavnosti i preciznosti.

## Korisnici

### Postojeći korisnici
| - Afganistan - Albanija - Alžir - Angola - Armenija - Azerbajdžan - Bjelorusija - Benin - Bosna i Hercegovina - Crna Gora - Čad - Egipat - licencna proizvodnja tijekom 1950-ih. - Ekvatorska Gvineja - Gvineja - Gruzija - Gvineja Bisau - Hrvatska - Irak - Kamerun - NR Kina - licencna proizvodnja u velikim količinama (Norinco). - Kirgistan - Laos |  | - Libija - Litva - pištolj koriste Litvanske oružane snage. - Madagaskar - Malta - Mauretanija - Moldavija - Mongolija - Mozambik - Pakistan - Republika Kongo - Rumunjska - Rusija - Sjeverna Koreja - Srbija - Sijera Leone - Somalija - Sirija - Uganda - Vijetnam - Zambija - Zimbabve |

### Bivši korisnici
- SFRJ - licencna proizvodnja (Zastava Arms)[9]
- SSSR[9]

## Vanjske poveznice
- Službeni Fedor Tokarev web site  Arhivirana inačica izvorne stranice od 26. listopada 2007. (Wayback Machine)
- Da komrade: the Tula Tokarev Model 1930/1933  Arhivirana inačica izvorne stranice od 10. prosinca 2008. (Wayback Machine)
- Gunsworld.com
- Dijagram i lista dijelova TT-33
- World.guns.ru  Arhivirana inačica izvorne stranice od 5. travnja 2008. (Wayback Machine)
- Fotografije TT-33 i njegovih dijelova  Arhivirana inačica izvorne stranice od 25. kolovoza 2013. (Wayback Machine)
- 50ae.net  Arhivirana inačica izvorne stranice od 13. studenoga 2009. (Wayback Machine)